# Саадави, Башир
Башир ас-Саадави (араб. بشير السعداوي‎; 1884, Хомс — 17 января 1957, Бейрут) — ливийский политический деятель. Был одной из ключевых фигур в борьбе за независимость Ливии, однако после провозглашения Идриса I королём Ливии был выслан из страны.

## Биография
Родился в городе Хумс, к востоку от Триполи, и происходил из мисуратского рода. Занимался журналистской деятельностью.
Эмигрировал из Ливии после итало-турецкой Триполитанской войны 1911—1912 годов. В изгнании был советником при правительствах ряда арабских стран, а в 1918 году стал первым мэром-мусульманином района Джеззина в Ливане.
После возвращения в Триполи в начале сентября 1920 года вошёл в руководство Триполитанской республики в Гарьяне — Центральную организацию реформ — и руководство Партии национальной реформы. Выступал сторонником объединения Триполитании и Киренаики в единую Ливию. Осуществлял дипломатическую деятельность для ЦОР Триполитании: в 1922 году представлял её в Киренаике и участвовал в переговорах с итальянцами. После начала наступления итальянских войск в Триполитании в январе 1923 года пытался организовать в Сурте единый фронт ливийских племён; был назначен суртским каймакамом.
После оккупации Триполитании войсками фашистской Италии вновь отправился в эмиграцию сперва в Египет, а оттуда в Бейрут и Дамаск. В 1928 году возглавил исполком «Общества по защите Триполитании и Киренаики» в Дамаске. С 1937 года был советником короля Саудовской Аравии Ибн Сауда, пока во время визита того в Египет не попросил об отставке, чтобы посвятить себя «объединению ливийских национальных сил под одной целью и под одним знаменем». В Каире в 1947 году стал инициатором учреждения Национального комитета освобождения Ливии.
В 1949 году основал и возглавил партию Национальный конгресс Триполитании (НКТ, затем Национальный конгресс Ливии). Выступал за установление республиканского правления, в связи с чем у него обострились разногласия с Мухаммадом Идрис ас-Сануси, стремившимся установить свою монархическую власть над страной. После поражения своей политической силы на парламентских выборах 1952 года (в чём Саадави винил фальсификации) и запрета королём всех политических партий был выслан в Египет; провёл остаток жизни в Бейруте, где и умер 17 января 1957 года. В 1970 году его останки были возвращены в Ливию и перезахоронены.